# Thiên hạ tam danh thương
- Tengasanmeisō (天下三名槍 - Thiên hạ tam danh thương?) là ba cây giáo được chế tác thủ công bởi những thợ rèn danh tiếng nhất của Nhật Bản xưa.[1]

1. Tonbogiri (蜻蛉切?): Thuộc sở hữu của Honda Tadakatsu - một trong những vị tướng tài ba nhất của Tokugawa Ieyasu.
2. Nihongo hay Nippongo (日本号 - Nhật Bản hiệuNihongo hay Nippongo?): Một cây giáo nổi tiếng đã từng được sử dụng trong Cung điện Hoàng gia. Sau này, nó thuộc sở hữu của Masanori Fukushima, và sau đó là Tahei Mori. Hiện nay, nó đã được phục dựng tại bảo tàng thành phố Fukuoka.
3. Otegine (御手杵?)